# Лейпясуо
Лейпясуо (фин. Leipäsuo) — посёлок в Красносельском сельском поселении Выборгского района Ленинградской области.

## Название
Топоним Лейпясуо в дословном переводе означает «Хлебное болото». Происхождение названия, по-видимому, связано со строительством железной дороги. В тот период в Финляндии было тяжелое экономическое положение, многие финны уезжали на заработки на строительство новой дороги. На этом болотистом участке трудились сотни рабочих, с их легкой руки эта местность и получила название «Хлебное болото». 
Первоначально станция, открытая в 1869 году, называлась Голицино, так как полотно железной дороги проходило по частным владениям князей Голицыных, которые безвозмездно уступили свои земли под её строительство. В 1918 году она была переименована в Эуряпяя, а в 1926 году — в Лейпясуо.

## История

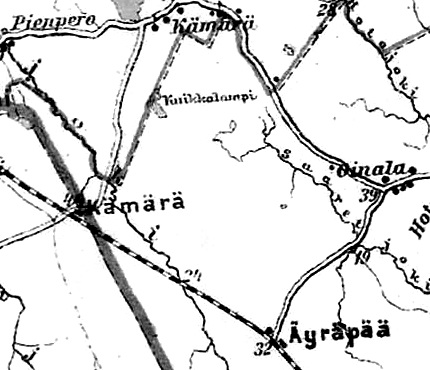
Станция и деревня Эуряпяя на финской карте 1923 года

До 1939 года деревня Лейпясуо входила в состав волости Муолаа Выборгской губернии Финляндской республики. 
С 1 января 1940 года по 30 сентября 1948 года — в составе Перкъярвского сельсовета Каннельярвского (Райволовского) района.
С 1 июля 1941 года по 31 мая 1944 года — финская оккупация. 
С 1 октября 1948 года — в составе Кирилловского сельсовета Рощинского района.
В 1958 году население посёлка составляло 139 человек.
С 1 февраля 1963 года — в составе Выборгского района.
Согласно данным 1966, 1973 и 1990 годов посёлок Лейпясуо входил в состав Кирилловского сельсовета.
В 1997 году в посёлке Лейпясуо Кирилловской волости проживали 67 человек, в 2002 году — 60 человек (русские — 91 %).
В 2007 году в посёлке Лейпясуо Красносельского СП проживали 59 человек, в 2010 году — 120 человек.

## География
Посёлок расположен в восточной части района на автодороге 41К-213 (подъезд к ст. Лейпясуо).
Расстояние до административного центра поселения — 19 км. 
В посёлке находится железнодорожная платформа Лейпясуо Выборгского направления Санкт-Петербургского отделения Октябрьской железной дороги. 
Посёлок находится на юго-восточном берегу болота Обложной Мох.

## Демография
| 2007 | 2010 | 2017 | 2021 |
| ---- | ---- | ---- | ---- |
| 59   | ↗120 | ↘68  | ↗234 |

## Достопримечательности
- Доты (1920 года):
  - Le1
  - Le2
  - Le3
  - Le4
  - Le5
- Доты (1937 года):
  - Le6 (Дот фронтального или фланкирующего огня на один пулемёт)
  - Le7 (Дот флангового и фланкирующего огня на два пулемёта)
- Плотина затопления (1930 года) (Закрытие плотины затапливало большой участок перед дотом Le6 и Le7)

## Фото

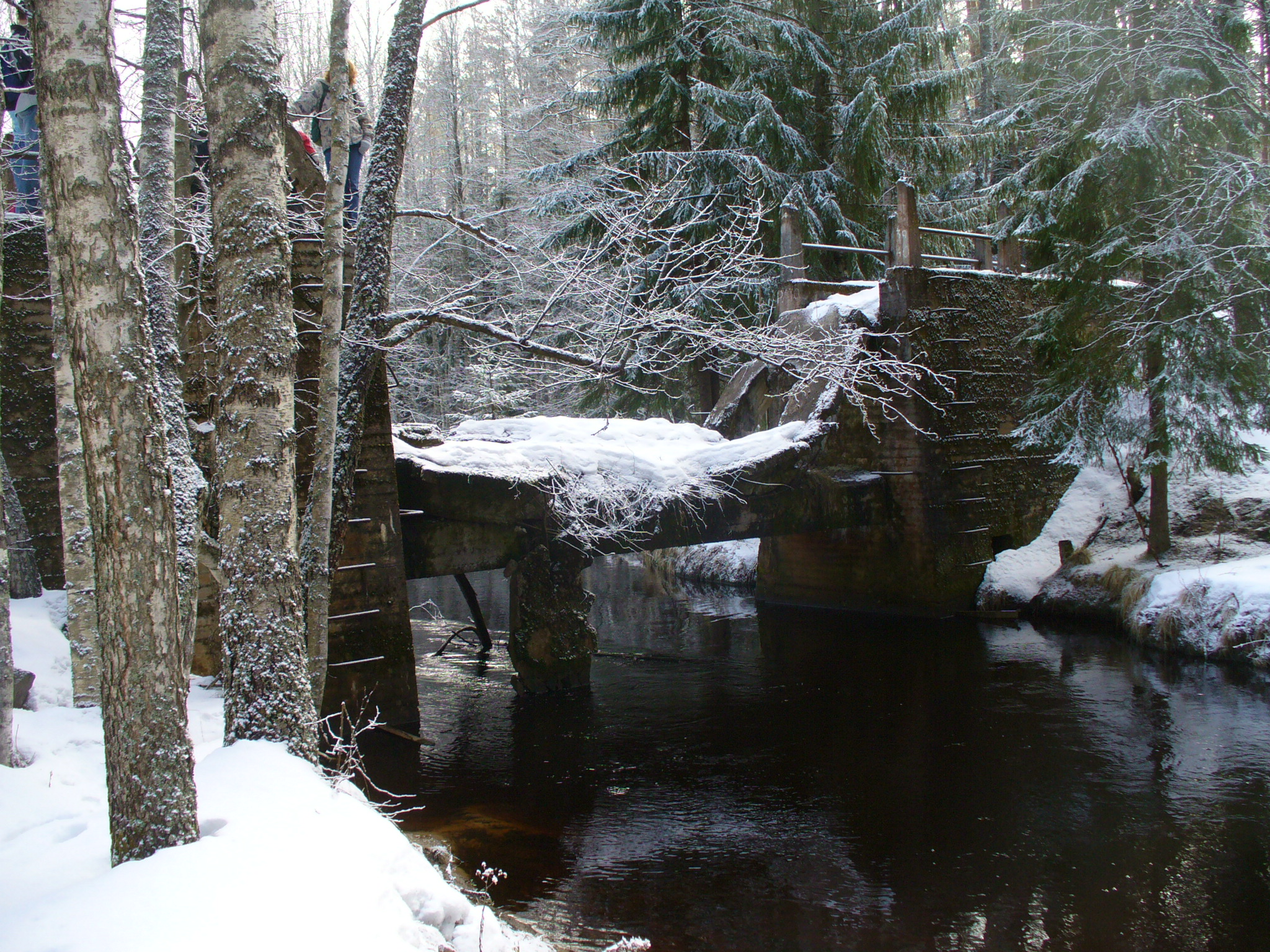
Развалины плотины
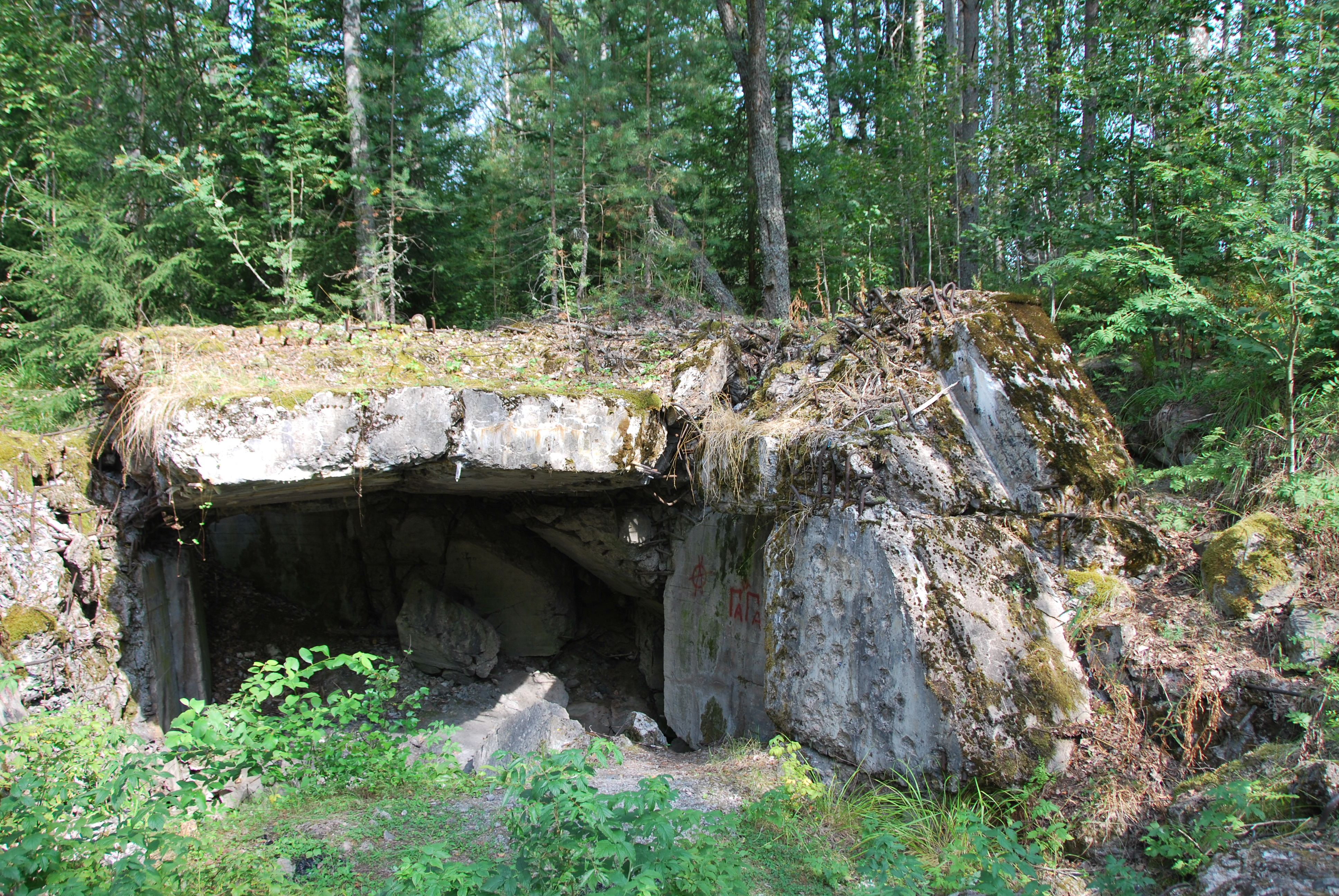
Дот Le7

## Улицы
Железнодорожная.